# Guillem Berenguer
Guillem Berenguer (? - 1212), fill bord del comte de Barcelona i príncep d'Aragó Ramon Berenguer IV, abat de Mont Aragón, bisbe de Lleida i arquebisbe de Narbona. El 1170 fou nomenat bisbe de Tarassona però decidí no prendre'n possessió i escollí ésser abat de Mont Aragón. Del 1177 al 1191 fou bisbe de Lleida, des d'on hagué de combatre els càtars. El 1179 participà en el Concili del Laterà III celebrat a Roma i el 1180 al concili provincial de Lleida per donar-ne a conèixer les decisions, per tal d'aplicar-les a la província Tarraconense. El 1186 va jurar davant del capítol de la catedral mantenir i conservar els privilegis i concessions que el bisbe Guillem Pere de Ravidats havia concedit. Del 1191 al 1212 fou arquebisbe de Narbona. El Papa Innocenci III el privà de l'Abadia de Mont Aragón.